# Ферзен, Ганс фон (1625)
Ганс фон Ферзен (швед. Hans von Fersen; 27 февраля 1625 — 1683[…]) — шведский генерал-лейтенант.

## Биография
Родился в 1625 году. Сын эстляндского землевладельца подполковника Рейнгольда фон Ферзена и Доротеи, урождённой фон Врангель, сестры шведского фельдмаршала Германа фон Врангеля. В молодости поступил на службу в шведскую армию, в 1643 году получил чин капитан-лейтенанта (сухопутных войск), а в 1655 году стал полковником и командиром Вестранюландского полка. В 1665 году фон Ферзен был произведён в генерал-майоры, а в 1674 году — в генерал-лейтенанты.
В следующем, 1675 году он был назначен губернатором Риги, а в 1682 году — губернатором Ингерманландии и Кексгольма (Корелы). Поскольку фон Ферзен был генерал-лейтенантом, а не полным генералом или фельдмаршалом, ему не было официально присвоено звание генерал-губернатора; вместо этого в официальных бумагах он именовался «генерал-лейтенант и губернатор».
В 1674 году Ганс фон Ферзен получил от шведского короля баронский титул вместе с тремя другими представителями рода.
Ганс фон Ферзен был женат дважды, первым браком — на Катарине Бурт, вторым — на Анне Магдалене фон Тизенгаузен. От двух жён он имел 12 детей, не все из которых дожили до взрослого возраста.
Скончался фон Ферзен в 1683 году в Нарве.